# Olaf Rye

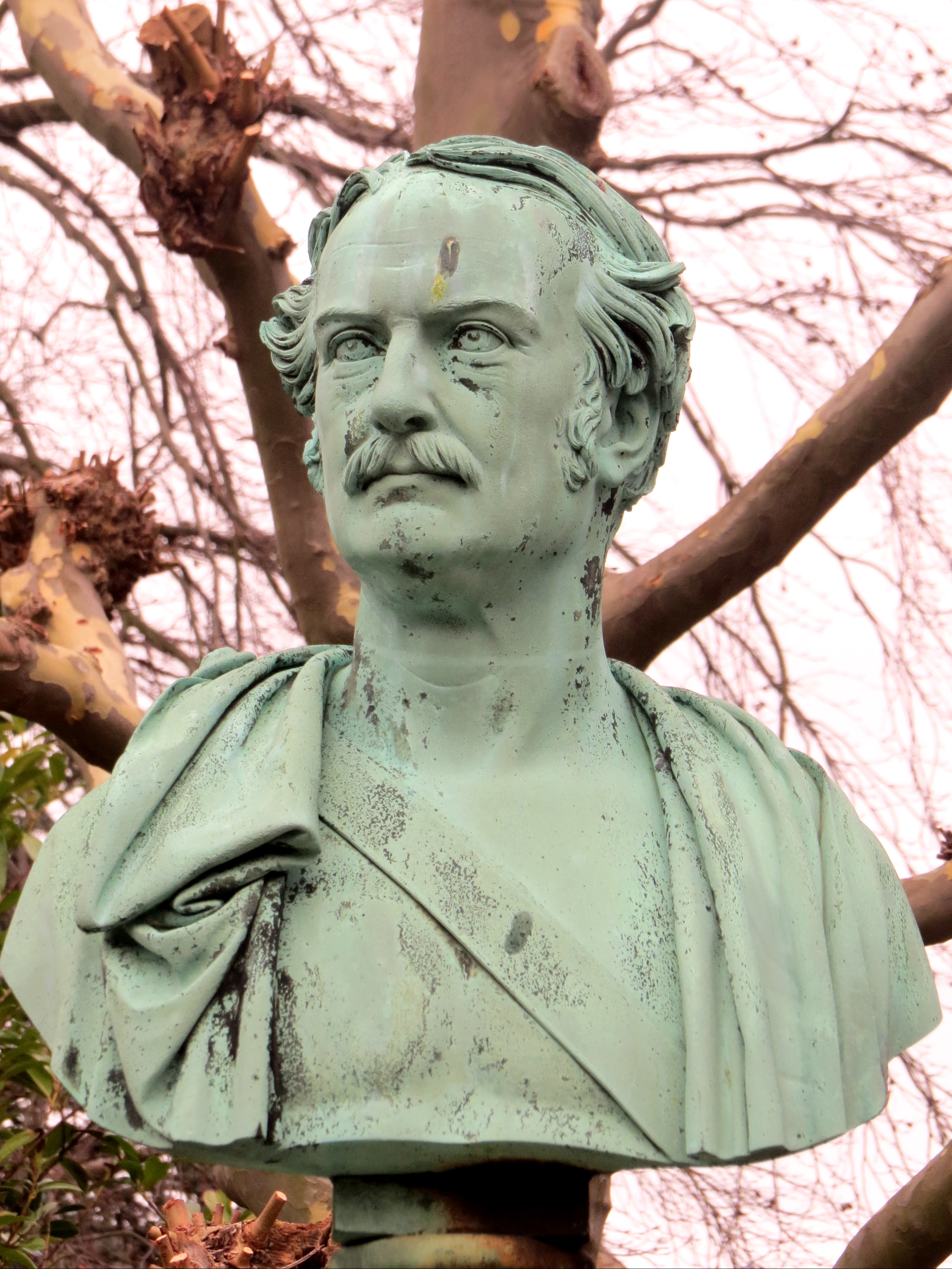
Busto por Herman Wilhelm Bissen en el Cementerio de la Guarnición de Copenhague.

Olaf Rye (16 de noviembre de 1791 - 6 de julio de 1849) fue un oficial militar noruego-danés. Murió en combate durante la Primera Guerra de Schleswig y es considerado un héroe de guerra danés.

## Biografía
Olaf Rye nació en Bø en Telemark, Noruega. Fue criado en la granja de Nerbø. Era uno de los hijos de Matthias Andreas Rye (1793-1860) y Elisabeth Johanne Lind. Su padre era capitán y jefe de batallón del Regimiento de Infantería de Telemark (Telemarkens Infanteriregiment). Su hermano Johan Henrik Rye (1787-1868) era jurista y funcionario civil.
En 1804, inició su carrera militar como cadete con el Cuerpo de Catastro de Noruega en Kristiania (ahora Oslo). En 1813, fue nombrado capitán. Abandonó Noruega en 1815 y se alistó en el servicio del General prusiano Gebhard Leberecht von Blücher. En 1817, Rye se reincorporó en el Regimiento de Infantería Fynian del Ejército Real de Dinamarca. Entre 1819 y 1842, fue asignado al Regimiento Oldenborg. Fue nombrado como caballero de la Orden de Dannebrog en 1840 y se le concedió la Dannebrogordenens Hæderstegn en 1848. En 1849, sirvió como mayor general y jugó un papel decisivo en la batalla de Fredericia que rompió el sitio de Schleswig-Holstein de la población. Murió en esta batalla. Fue enterrado en el Cementerio de la Guarnición en Copenhague.
En su tiempo libre, esquiar era su gran pasión. En noviembre de 1808, se registró el lanzamiento de 9,5 metros en el aire en frente de una audiencia de otros soldados en la situación cerca de la Iglesia de Eidsberg.

## Legado
- Campo Olaf Rye – Campo de la KFOR danesa en Kosovo.
- Ryes Kaserne – Uno de los dos cuarteles en Fredericia.
- Olaf Ryes plass – Plaza en Oslo, Noruega.
- Olaf Ryes vei – Calle en Bergen, Noruega.
- Ryes gate – Calle en Kongsberg, Noruega.[3]
- Olaf Ryes Gade – Calle en Odense, Dinamarca.[3]